# Піткін (Колорадо)
Піткін (англ. Pitkin) — місто (англ. town) в США, в окрузі Ганнісон штату Колорадо. Населення — 72 особи (2020).

## Географія
Піткін розташований за координатами 38°36′31″ пн. ш. 106°30′59″ зх. д. / 38.60861° пн. ш. 106.51639° зх. д. (38.608612, -106.516466).  За даними Бюро перепису населення США в 2010 році місто мало площу 0,70 км², уся площа — суходіл.

## Демографія
Згідно з переписом 2010 року, у місті мешкало 66 осіб у 34 домогосподарствах у складі 22 родин. Густота населення становила 94 особи/км².  Було 214 помешкання (306/км²).
Расовий склад населення:
| - 95,5 % — білих |

До двох чи більше рас належало 4,5 %. Частка іспаномовних становила 3,0 % від усіх жителів.
За віковим діапазоном населення розподілялося таким чином: 9,1 % — особи молодші 18 років, 75,7 % — особи у віці 18—64 років, 15,2 % — особи у віці 65 років та старші. Медіана віку мешканця становила 55,8 року. На 100 осіб жіночої статі у місті припадало 94,1 чоловіків;  на 100 жінок у віці від 18 років та старших — 106,9 чоловіків також старших 18 років.
Середній дохід на одне домашнє господарство  становив 58 614 долари США (медіана — 56 000), а середній дохід на одну сім'ю — 55 650 доларів (медіана — 56 000). За межею бідності перебувало 14,4 % осіб, у тому числі 7,1 % дітей у віці до 18 років та 33,3 % осіб у віці 65 років та старших.
Цивільне працевлаштоване населення становило 47 осіб. Основні галузі зайнятості: будівництво — 44,7 %, фінанси, страхування та нерухомість — 14,9 %, транспорт — 10,6 %, роздрібна торгівля — 10,6 %.